# شارلوت بروك
شارلوت بروك (بالإنجليزية: Charlotte Brooke)‏ (1740، مقاطعة كافان في جمهورية أيرلندا - 1793 في جمهورية أيرلندا)؛ كاتِبة ومؤلِّفة، مترجمة وشاعرة .